# Zygmunt August (trylogia dramatyczna)
Zygmunt August. Trylogia – utwór dramatyczny Lucjana Rydla opublikowany w 1913 r. Prapremiera odbyła się w Krakowie w 1912 r.

## Treść
Utwór składa się z trzech części: 1. Królewski jedynak, 2. Złote więzy oraz 3. Ostatni. Akcja utworu toczy się na Wawelu na tle biografii króla Zygmunta II Augusta, w tym jego związku z Barbarą Radziwiłłówną, na tle którego ukazany jest konflikt pomiędzy interesem państwa a pragnieniem szczęścia. 

## Dzieje sceniczne
W 1922 r. w Teatrze im. Juliusza Słowackiego w Krakowie odbyła się premiera Zygmunta Augusta Lucjana Rydla w reżyserii Mariana Jednowskiego. Inscenizowano również poszczególne części trylogii:

### Królewski jedynak(inscenizacje)[3]
- Teatr Rozmaitości w Warszawie (1914)
- Teatr Wielki w Poznaniu (1919, reż. Jan Janusz)
- Teatr im. Wojciecha Bogusławskiego w Warszawie (1923, reż. Władysław Ryszkowski)
- Teatr Miejski w Bygdoszczy (1928, reż. Kazimierz Korecki)

### Złote więzy(inscenizacje)[4]
- Teatr Miejski w Bygdoszczy (1929, reż. Kazimierz Korecki)